# Vízy Dorottya
Vízy Dorottya (Sopron, 1973. május 29. – 2014. december 25.) magyar újságíró, riporter, rádiós műsorvezető és szerkesztő.

## Életpályája
1979-től a Budapest XX. kerületi Tátra Téri Általános Iskolában tanult. A rádiós szárnypróbálgatások az Iskola rádiójában kezdődtek. 1995-ben került a Magyar Rádióhoz, előtte kereste önmagát Írországban, ahol csaposként dolgozott, és megtanult angolul. A Magyar Rádióban először a Napközben című műsornál volt riporter, aztán a Délelőtt című magazinműsort vezette, de hallható volt a Csúcsforgalom és a 180 perc adásaiban is. Dolgozott a Calypso Rádiónál, vezette a Miénk a tér című ifjúsági műsort a Duna Televíziónál. Újságírói munkásságát a Magyar Katolikus Püspöki Konferencia 2006-ban Szalézi Szent Ferenc-díjjal, a Magyar Rádió többször nívódíjjal ismerte el. Önképzése határtalan volt, többször próbálkozott az orvosira bejutni, a Hajnal Imre Egészségügyi Főiskola ápoló szakán másfél évet el is végzett, de abbahagyta. A jogi egyetemet viszont 2008-ban elvégezte. Sőt elvégzett egy sommelier-képzőt is. 2007-től napi rendszerességgel vezette a Közelről című délutáni magazint. 2014. december 25-én 41 éves korában hunyt el hosszan tartó, súlyos betegség után.

## Emlékezete
A Vízy Dorka Alapítvány 2016-ban  létrehozta a Vízy Dorka-díjat, amelyet évente ítélnek oda egy-egy kiemelkedő újságírói teljesítmény elismeréseként. A Vízy Dorka-díjat elsőként az Index.hu újságírója, Hanula Zsolt kapta a Nem a gyerekeket kell félteni az internettől, hanem a nyugdíjasokat című cikkéért, amely az Indexen jelent meg 2015. szeptember 10-én.

## Díjai, elismerései
- Szalézi Szent Ferenc-díj (2006)
- a Magyar Rádió nívódíja (több alkalommal)